# Monte Hacho
El Monte Hacho es una montaña baja que se encuentra en la península de Almina de la ciudad española de Ceuta. Está situado en la costa mediterránea en el estrecho de Gibraltar frente al peñón del mismo nombre. Junto con el peñón de Gibraltar es usualmente considerado una de las dos Columnas de Hércules, identificándose con el monte Abyla o Abila. Sin embargo otras interpretaciones identifican Abyla con el monte Musa (851 m), en Marruecos.

## Topónimo
En la civilización clásica se la conocía como Mons Abila (Monte Abila o Abyla).

## Historia
Poco después del comienzo de la Guerra civil, el 20 de julio de 1936 el general Francisco Franco ordenó el establecimiento de un campo de concentración en la fortaleza del Monte Hacho, siendo uno de los primeros campos de concentración franquistas.

## Monumentos y lugares de interés
- Frente del Valle, formado por el Muro del Pozo Rayo con la Cortadura del Valle delante, antigua cortadura, pequeño foso seco.
- Parque de San Amaro: con la aledaña Fuente de Lomas.
- Fortaleza del Monte Hacho: situada en el monte del mismo nombre, su primera construcción se cree es de origen bizantino y consolidada en la época de los omeyas. Los portugueses la conservaron. Sin embargo, su construcción actual fue fabricada por los españoles en los siglos XVIII y XIX. Esta fortificación está complementada en la parte occidental de la ciudad por los fuertes del Serrallo, Príncipe Alfonso, Isabel II, Benzú (desaparecido), Aranguren, Mendizábal, Piniés, Francisco de Asís, Renegado y Anyera.
- Fuertes del Hacho
- Ermita de San Amaro.
- Ermita de San Antonio del Tojal: con un mirador en su parte anterior.
- Faro de Punta Almina
- Fuerte del Desnarigado

Situados en el monte y, en su acceso de la carretera de San Amaro, se encuentran monumentos de la época franquista, hoy en deplorables condiciones: el obelisco del Llano Amarillo, que conmemoran el inicio de la guerra civil española en el norte de África en 1936 y trasladado aquí piedra a piedra desde la región de Ketama (Marruecos) en 1956, el monolito al Paso del Estrecho o Los Pies de Franco, en el lugar donde el dictador Francisco Franco se situó para ver la batalla del convoy de la victoria —ambos obra del escultor Bonifacio López Torvizco— y el mástil del Cañonero Dato, ya retirados.

## Galería de imágenes

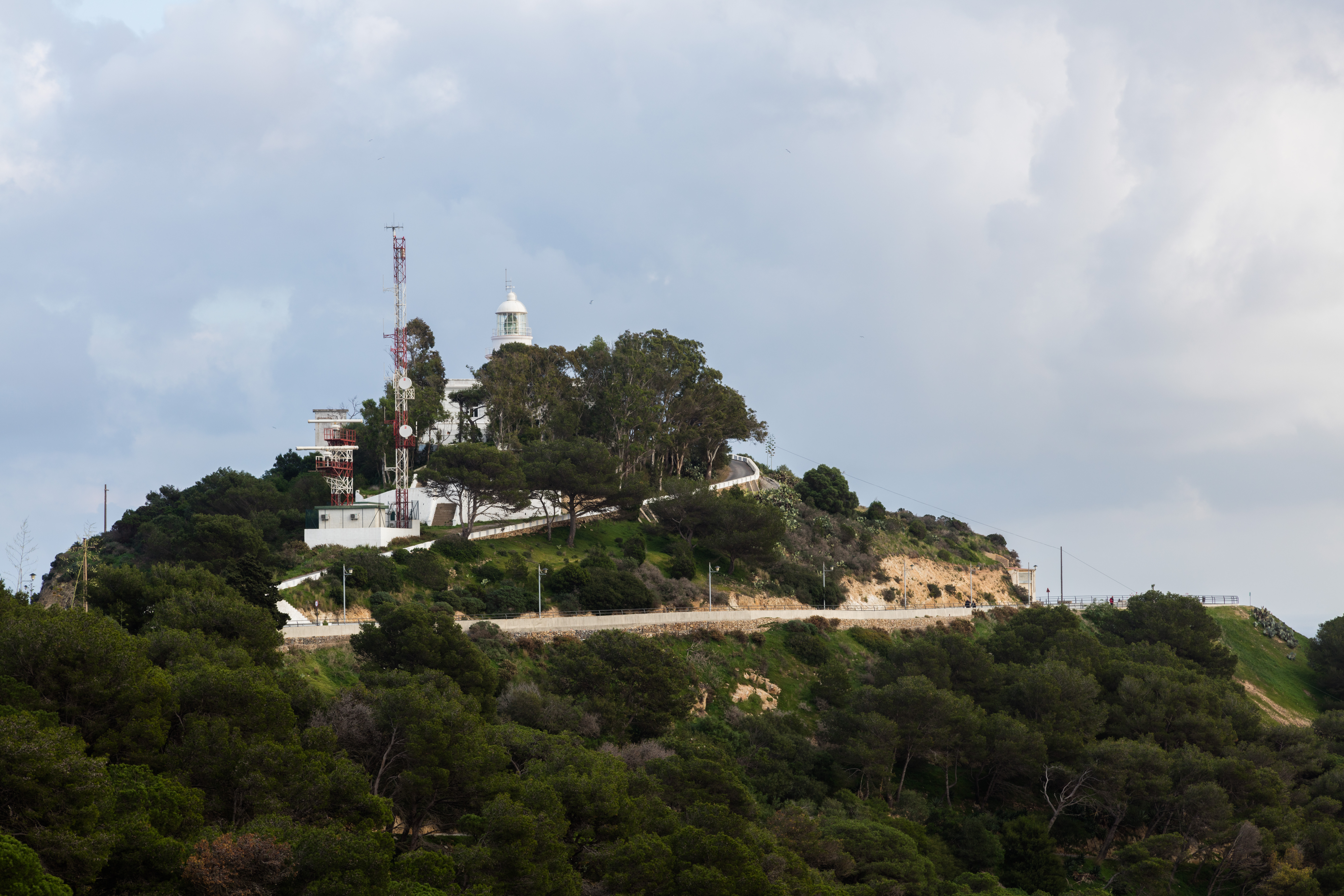
Faro de Punta Almina.
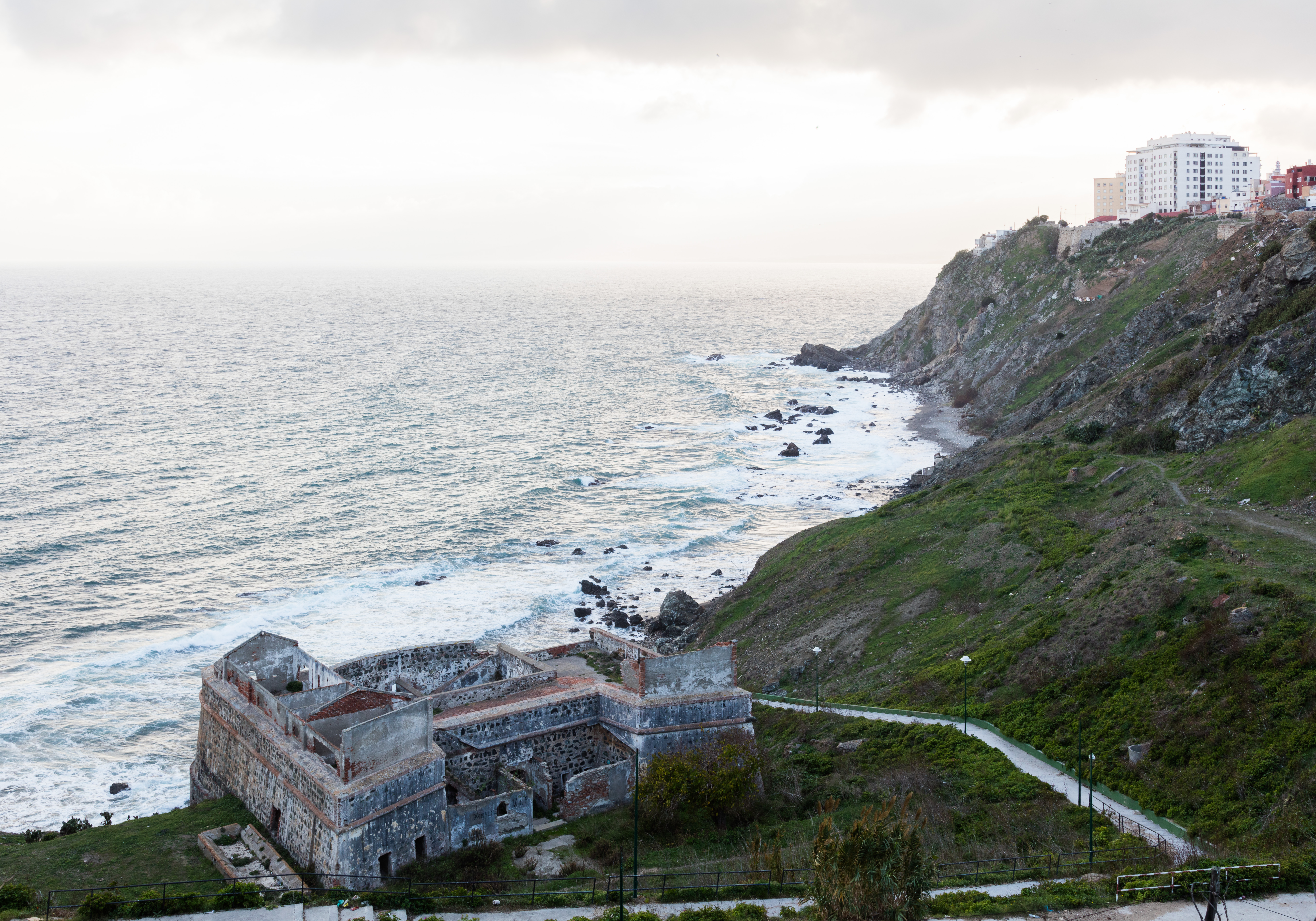
Fuerte del Sarchal.
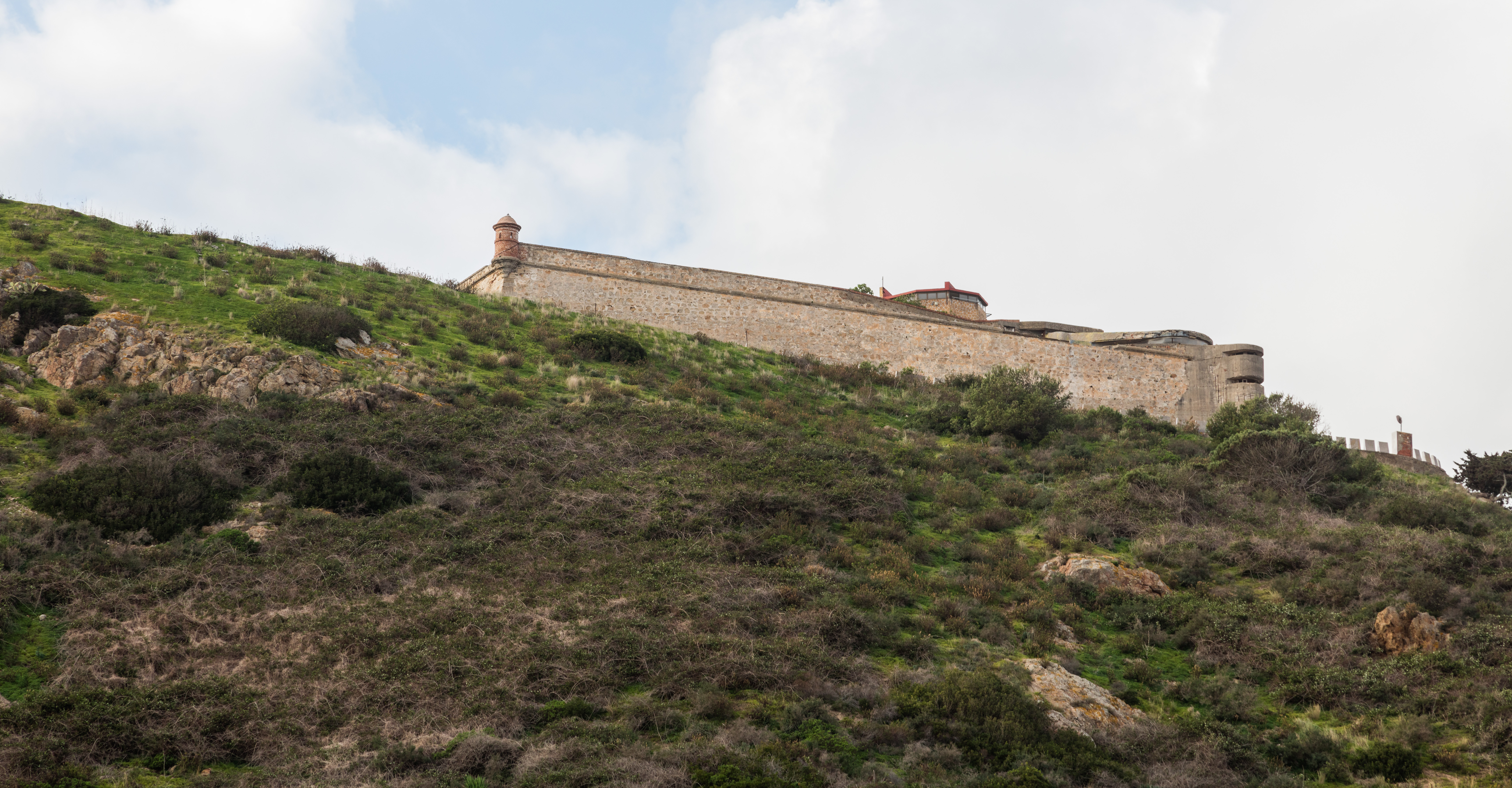
Vista de la fortaleza.
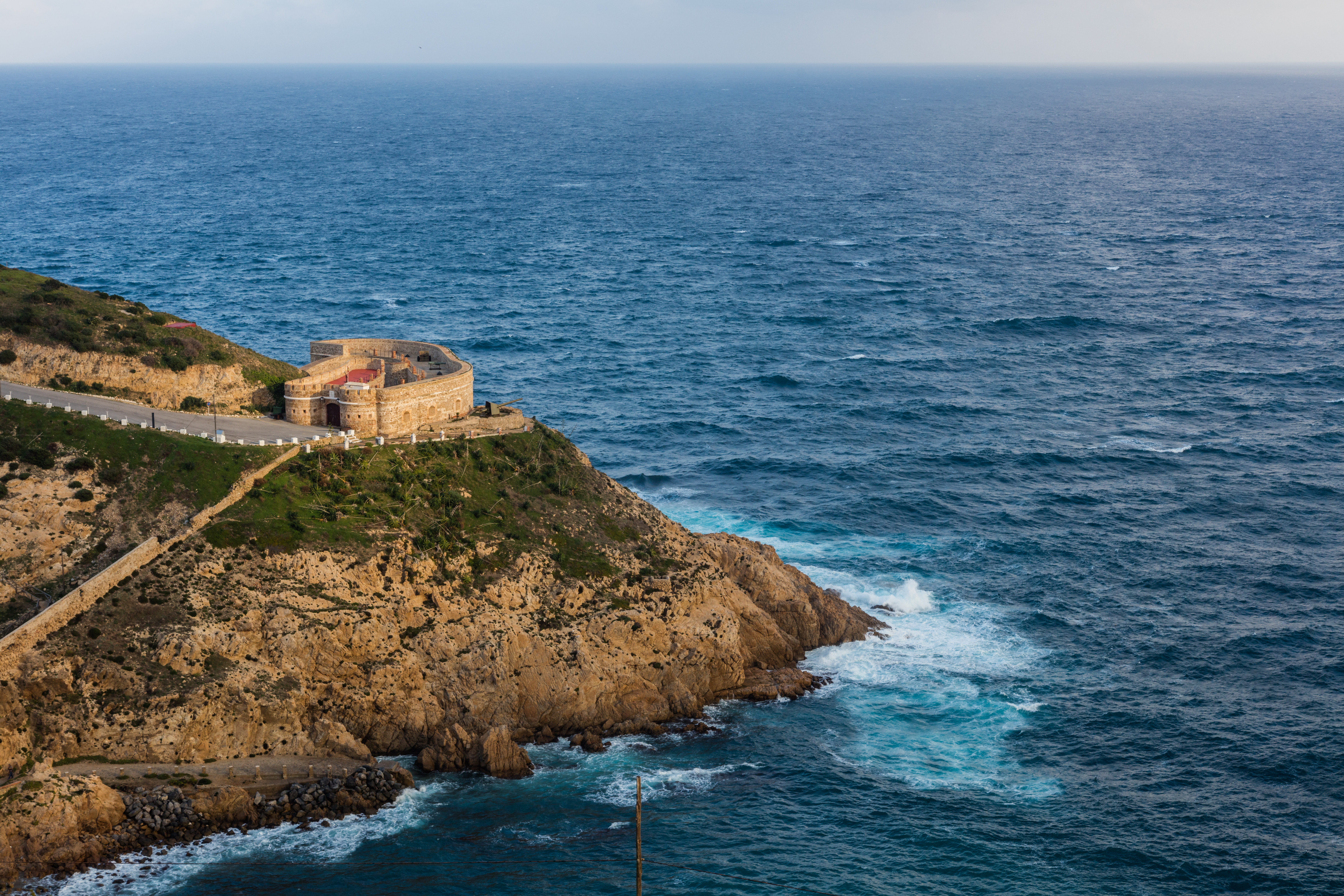
Castillo del Desnarigado.
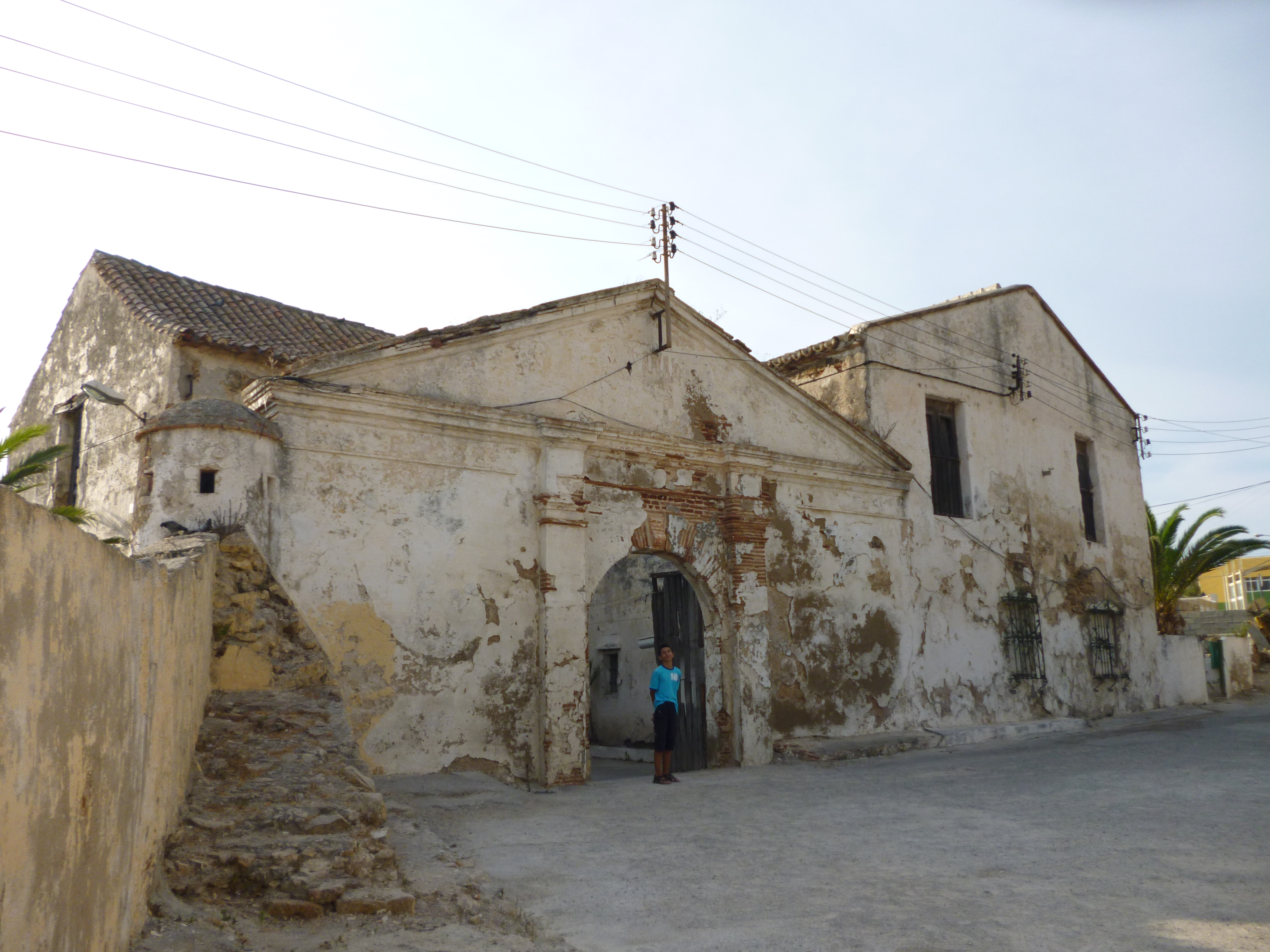
Ermita-fortaleza de San Amaro.

- Datos: Q1130287
- Multimedia: Zona marítimo-terrestre del Monte Hacho / Q1130287